# Svaliava (huyện)
Huyện Svaliava (tiếng Ukraina: Свалявський район, chuyển tự: Svaliavas’kyi raion) là một huyện của tỉnh Zakarpattia thuộc Ukraina. Huyện Svaliava có diện tích 676 km², dân số theo điều tra dân số ngày 5 tháng 12 năm 2001 là 55468 người với mật độ 82 người/km2. Trung tâm huyện nằm ở Svaliava.